# Casale Litta
Casale Litta är en ort och kommun i provinsen Varese i regionen Lombardiet i Italien. Kommunen hade 1 673 invånare (2018).